# Karwinówka
Karwinówka (ukr. Карвинівка) – wieś na Ukrainie w rejonie romanowskim obwodu żytomierskiego.